# Königliche Landesbibliothek (Stuttgart)

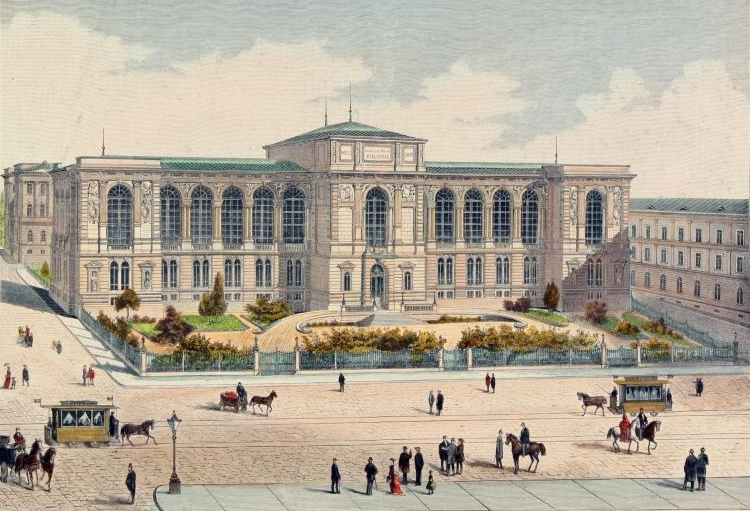
Königliche Landesbibliothek, vorn Neckarstraße mit Pferdebahn, hinten Justizgebäude, rechts Staatsarchiv (1886)

Die Königliche Landesbibliothek in Stuttgart geht auf die 1765 von Herzog Carl Eugen gegründete Herzogliche Öffentliche Bibliothek zurück und wurde mehrmals umbenannt: 1803 in Kurfürstliche Öffentliche Bibliothek, 1806 in Königliche Öffentliche Bibliothek, 1901 in Königliche Landesbibliothek und 1921 in Württembergische Landesbibliothek.
Die Bibliothek hatte ihren Standort bis 1777 in Ludwigsburg, dann in Stuttgart. Hier war sie bis 1820 im Herrenhaus und bis 1886 im Invalidenhaus untergebracht. Von 1878 bis 1886 wurde nach den Plänen von Theodor von Landauer ein Neubau im Stil der Neurenaissance errichtet, der von Zeitgenossen als mustergültiger Bibliotheksbau von „schöner Monumentalität“ gelobt wurde. Den reichen Fassadenschmuck des Gebäudes schuf der Bildhauer Adolf von Donndorf.
Die Bibliothek wurde 1943 teilweise zerstört, nach dem Krieg teilweise wiederaufgebaut, 1970 abgerissen und durch einen modernen Neubau der heutigen Württembergischen Landesbibliothek an gleicher Stelle ersetzt.

## Lage

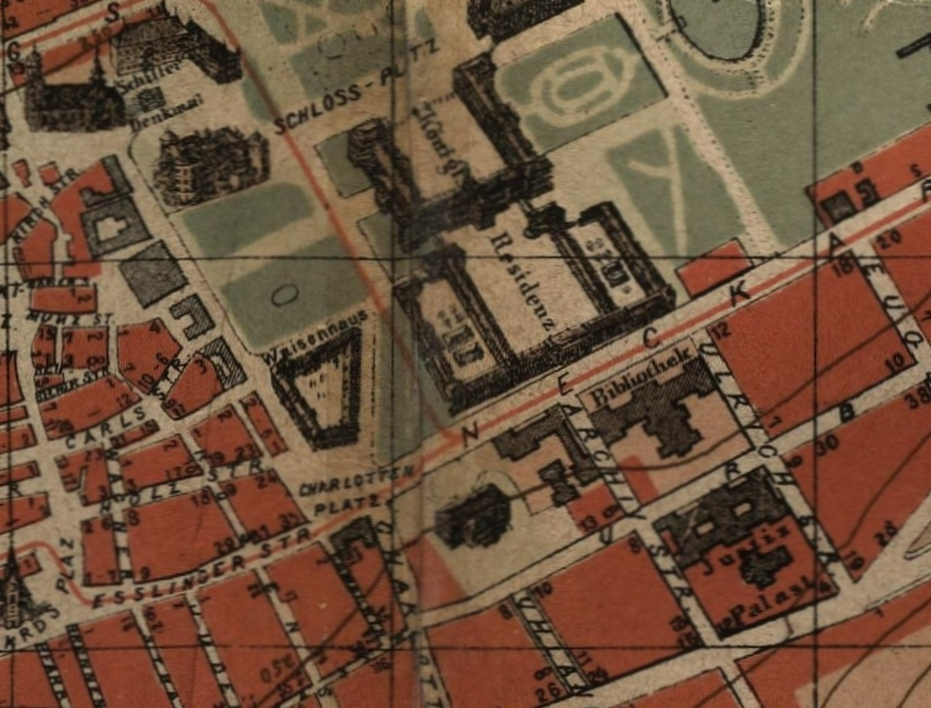
Stadtplan Stuttgart 1884, mit der Bibliothek zwischen „Königlicher Residenz“ und „Justizpalast“

Das Gebäude der Königlichen Landesbibliothek stand auf dem Grundstück Neckarstraße 8, heute Konrad-Adenauer-Straße 8, an der Stelle, wo seit 2016 der Erweiterungsbau der Bibliothek gebaut wird, zwischen den Querstraßen Ulrichstraße und Archivstraße. Das Gebäude war rings umgeben von anderen öffentlichen Bauten und einer Fabrik:
- auf der anderen Seite der Neckarstraße die Hohe Karlsschule (heute „Akademiegarten“) und das Neue Schloss (beide zusammen im Stadtplan als „Königliche Residenz“ bezeichnet)
- zum Charlottenplatz hin das Gebäude mit dem Staatsarchiv und dem Naturalienkabinett (an gleicher Stelle steht heute das Hauptstaatsarchiv) und daneben das Wilhelmspalais
- an der Ulrichstraße, dort wo heute das Haus der Abgeordneten und  das Haus der Geschichte stehen, die 1821 gebaute Pianofortefabrik Schiedmayer, deren Nachbarschaft man wegen des Fabriklärms und möglicher Feuergefährdung fürchtete
- auf der anderen Seite der Urbanstraße das Justizgebäude (im Stadtplan als „Justizpalast“ bezeichnet) mit dem Oberlandesgericht Stuttgart, dem Landgericht Stuttgart und dem Amtsgericht Stuttgart

## Beschreibung
Der Architekt und württembergische Baubeamte Theodor von Landauer entwarf die Bibliothek wie das ebenfalls von ihm erbaute Justizgebäude im Stil der Neurenaissance. Typisch sind die ausgewogene Symmetrie des palastartigen Gebäudes, die reiche Verwendung von Säulen, Pilastern, Rundbögen und Fensterverdachungen, die Rustizierung der Fassaden in beiden unteren Geschossen, die Eckquaderung der Risalite sowie der reichhaltige Fassadenschmuck mit Reliefs und Kapitellen vom Stuttgarter Bildhauer Adolf von Donndorf.
Das Bibliotheksgebäude war nur zehn Meter gegen die Neckarstraße zurückgesetzt. Der entstehende Freiraum war als parkartiger Vorgarten mit Gitter-Einfriedung gestaltet. Zwei symmetrisch angelegte bogenförmige Zugänge, eine Freitreppe und eine Auffahrtsrampe, führten zum Haupteingang des Gebäudes. Während heute die Bibliothek und das Hauptstaatsarchiv in größerer Distanz von der unwirtlichen „Stadtautobahn“ der Bundesstraße 10 stehen, waren sie damals für das vorbeiflanierende Publikum zum Greifen nahe. Der seit 2016 im Bau befindliche Erweiterungsbau soll der ehemaligen Neckarstraße wenigstens ein wenig von ihrem vormaligen Boulevardcharakter zurückgeben.
Die Bibliothek bestand aus zwei Gebäuden, dem Hauptgebäude und dem Verwaltungsgebäude, die im Grundriss eine T-Form bildeten. Das Hauptgebäude erstreckte sich in einer Länge von 99 Metern entlang der Neckarstraße und schloss mit den beiden Querstraßen Ulrichstraße und Archivstraße ab. Das fast quadratische Verwaltungsgebäude hatte eine Kantenlänge von 30 Metern und war über einen Zwischenbau mit dem Mittelbau des Hauptgebäudes verbunden.

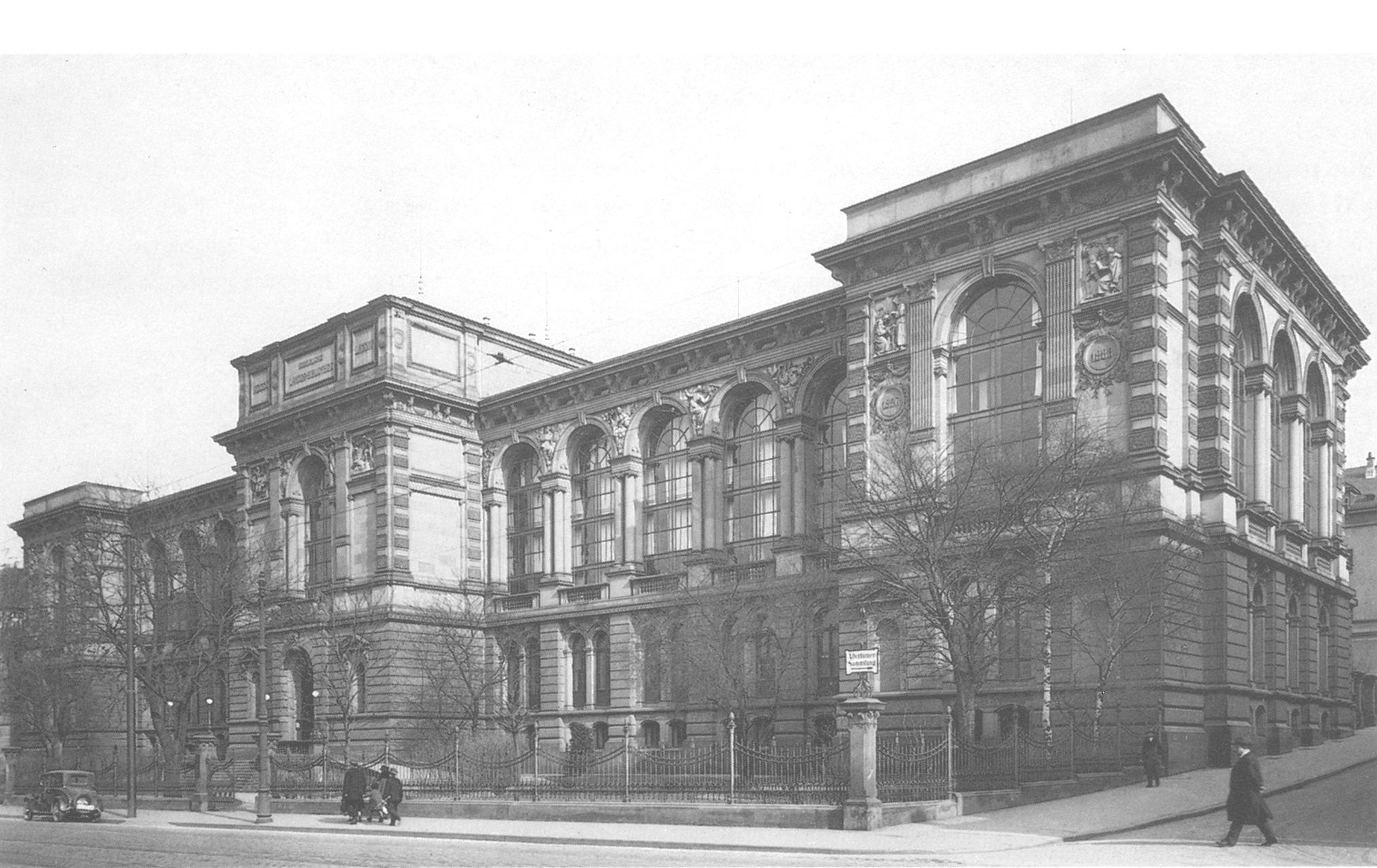
Bibliothek, Fassade an der Neckarstraße
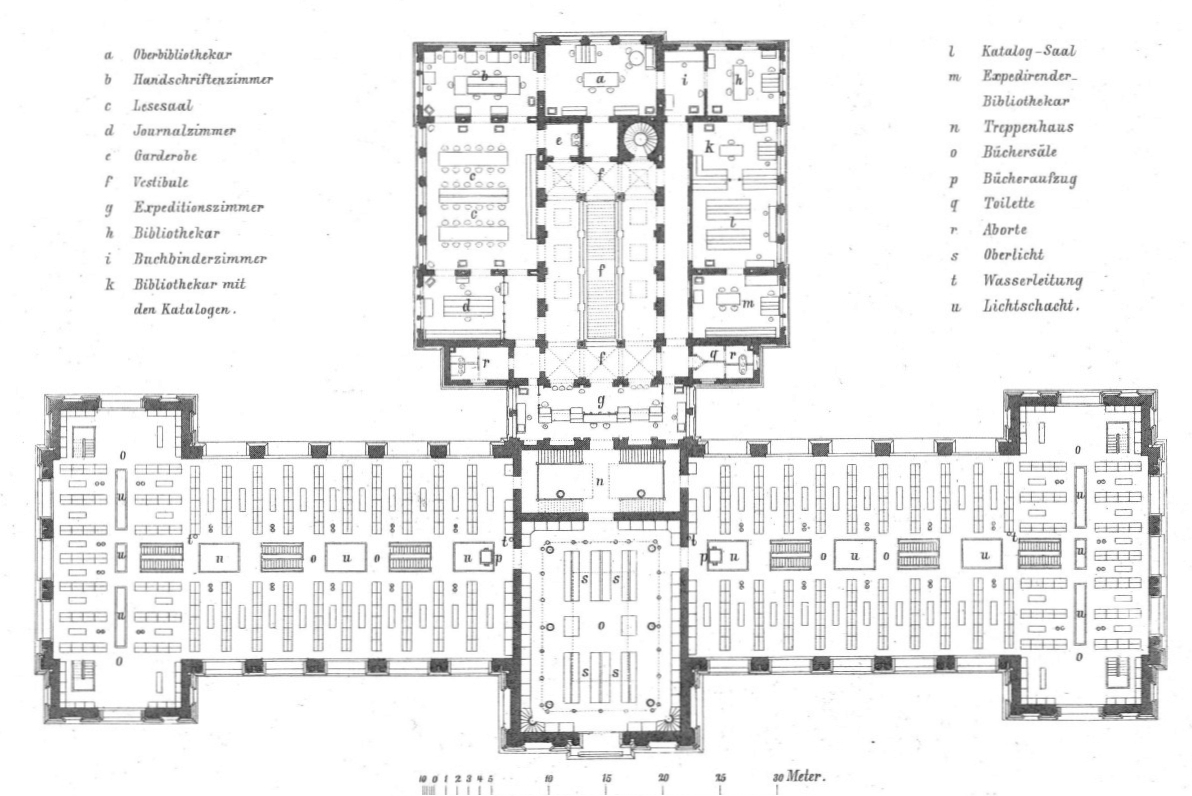
Bibliothek, Grundriss des 1. Obergeschosses
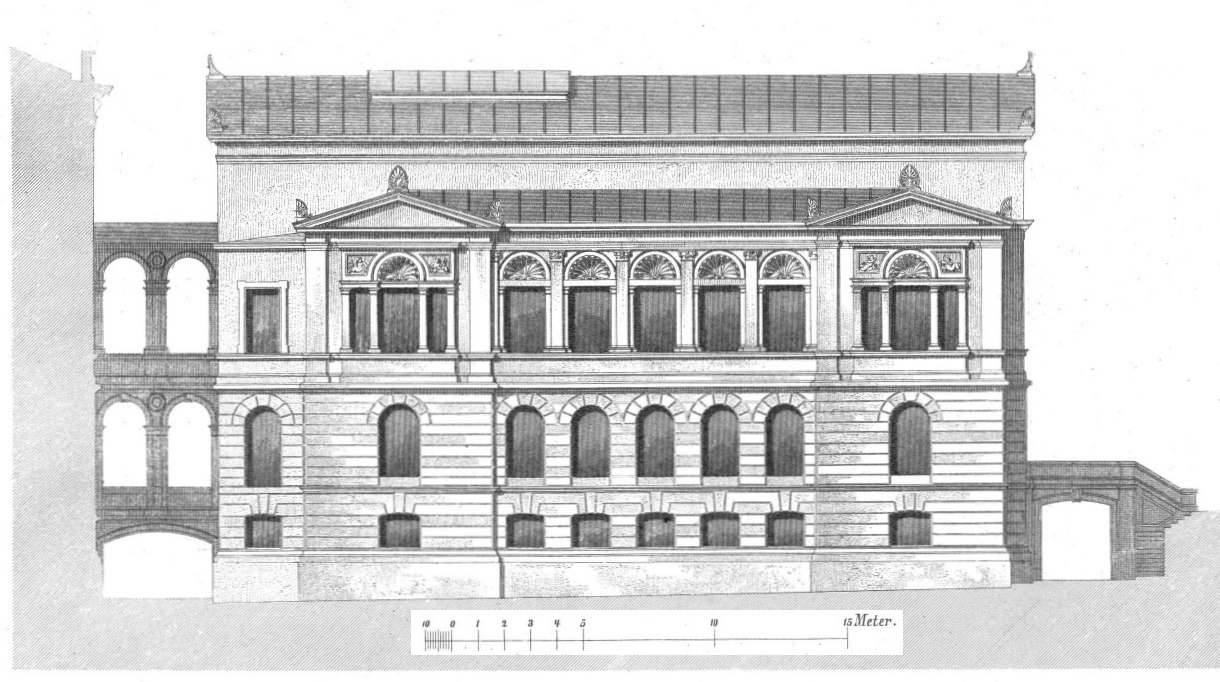
Blick von der Archivstraße auf das Verwaltungsgebäude; links der Zwischenbau mit Übergang zum Hauptgebäude

Das lange Hauptgebäude bestand aus einem Mittelbau, der über zwei Flügel mit den Eckbauten verbunden war. Mittelbau und Eckbauten hatten eine größte Tiefe von 26 Metern und gliederten das Gebäude durch Vor- und Rücksprünge (Risalite). Eine eventuelle spätere Erweiterung zu einer Dreiflügelanlage durch die rückwärtige Verlängerung der Eckbauten war Teil der ursprünglichen Planung, wurde aber nie ausgeführt. Das 25 Meter hohe Gebäude erstreckte sich über drei Geschosse:
- Das 3,70 Meter hohe Untergeschoss war für das Lapidarium der römischen Steindenkmäler und die Lithografiesteine der Landesvermessung reserviert.
- Das 5 Meter hohe Erdgeschoss nahm die württembergische Altertumssammlung auf.
- Das 9,80 hohe Hauptgeschoss war für die Magazinierung der Bücher bestimmt. Die vier durch Metalltreppen verbundenen Zwischenetagen waren mit Bücherregalen bestückt und boten Platz für etwa 300.000 Bücher.

Im Hauptgebäude wurde, anders als im Verwaltungsgebäude, auf Grund der Feuergefahr keine künstliche Beleuchtung (etwa mit Gas- oder Petroleumlampen) installiert. Die Räume wurden vielmehr üppig mit Tageslicht versorgt, das 30 mächtige Rundbogenfenster (9,60 Meter × 4 Meter) und ein Oberlicht über dem Mittelkorridor spendeten.
In dem Zwischenbau, der das Hauptgebäude mit dem Verwaltungsgebäude verband, war das Ausleihzimmer untergebracht. In den beiden unteren Geschosse des Verwaltungsgebäudes waren hauptsächlich Brennstofflager, Wohnungen und Werkstätten untergebracht. Eine Prachttreppe führte ins erste Obergeschoss mit den Lesesälen, dem Katalogsaal und den Diensträumen der Bibliothekare.

Die beiden Neurenaissance-Bauten von Theodor von Landauer
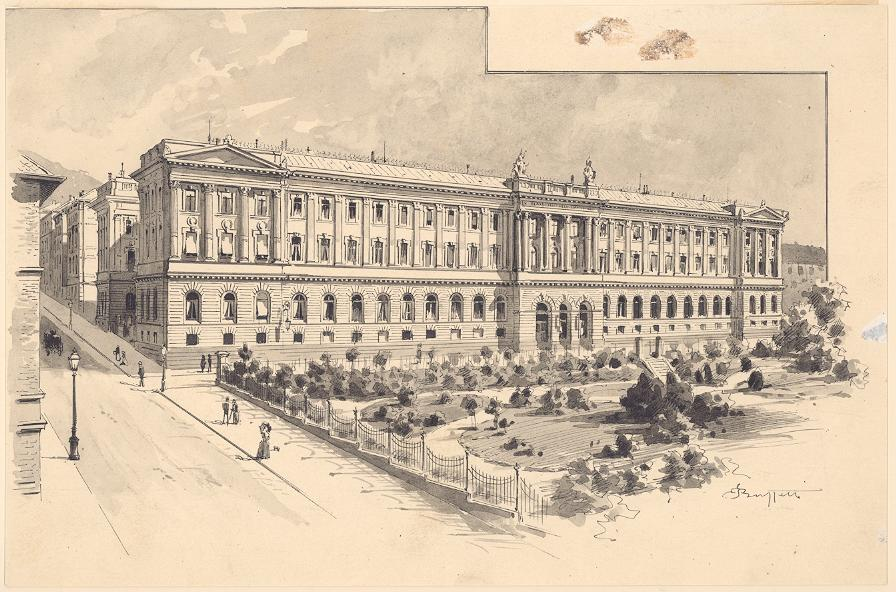
Justizpalast, Bauzeit 1875–1879
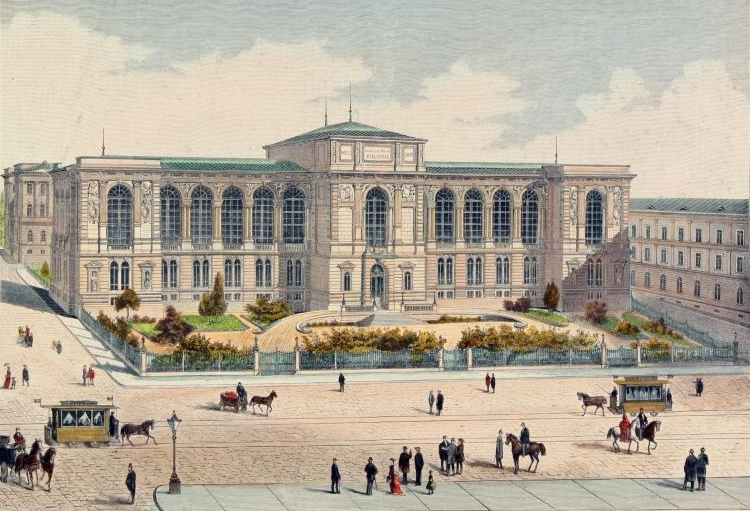
Landesbibliothek, Bauzeit 1878–1886

## Geschichte

### Vorgeschichte
Die Königliche Landesbibliothek geht auf die 1765 von Herzog Carl Eugen gegründete Herzogliche Öffentliche Bibliothek zurück und wurde mehrmals umbenannt. Als der spätere König Friedrich 1803 zum Kurfürsten erhoben wurde, erhielt die Bibliothek den Namen Kurfürstliche Öffentliche Bibliothek, nach seiner Ernennung zum König 1806 den Namen Königliche Öffentliche Bibliothek. 1901 wurde der Name in Königliche Landesbibliothek verkürzt, und nach der Abschaffung der Monarchie 1921 in Württembergische Landesbibliothek umgewandelt.
Die Bibliothek hatte ihren Standort bis 1777 in Ludwigsburg, dann in Stuttgart. Hier war sie bis 1820 im Herrenhaus und bis 1886 im Invalidenhaus untergebracht. Beide Häuser waren durch das zu geringe Platzangebot und die starke Feuergefährdung der Holzbauten zur Unterbringung einer Bibliothek nicht geeignet.

### Aufbau
Es verging über ein Jahrhundert, bis von 1878 bis 1886 schließlich hinter dem Invalidenhaus der Neubau errichtet wurde. Den Fassadenschmuck schuf Adolf von Donndorf mit seinen Schülern in den Jahren von 1885 bis 1888. In den folgenden Jahrzehnten stellte sich heraus, dass die Benutzerbereiche zu klein waren. 1895 wurde eine Heizung eingebaut, 1910 wurden Aufzüge installiert, und 1918 wurde das Hauptgebäude schließlich mit elektrischer Beleuchtung ausgerüstet.

### Krieg und Nachkrieg
Während der Zeit des Nationalsozialismus wurden schon 1937 im Untergeschoss Luftschutzräume eingerichtet, die 60–70 Personen Schutz bieten sollten und zur Aufnahme von 3000 Büchern und besonders wertvollen Werken bestimmt waren. Während des Zweiten Weltkriegs wurde ein Teil der Bestände in Außenlager ausgelagert. 1942 wurden verschiedene Fenster im Erdgeschoss zugemauert und noch 1943 eine Stahlbetondecke unter dem Oberlicht-Glasdach eingezogen.
In der Nacht vom 12. auf den 13. September 1944 wurden bei einem schweren Luftangriff auf Stuttgart unter anderem das Bibliotheksgebäude und die benachbarten öffentlichen Bauten (Staatsarchiv / Naturalienkabinett, Justizgebäude, Wilhelmspalais) großenteils zerstört. Die Bibliothek brannte aus, aber die Umfassungsmauern und der Mittelbau blieben weitgehend intakt. Neben dem materiellen Schaden war der Verlust von etwa 600.000 Büchern und Schriften zu beklagen. Die Bestände in den Außenlagern und im Luftschutzkeller, ebenfalls um die 600.000 Bände, blieben erhalten.
Nach dem Krieg wurde das Gebäude teilweise wieder hergerichtet. 1970 zog die Bibliothek in den fertiggestellten Neubau hinter dem alten Gebäude um. Das alte Gebäude wurde 1970/1971 abgerissen und an seiner Stelle eine Tiefgarage gebaut. Der vollständige Abriss entsprach dem Zeitgeist, viele andere kriegsbeschädigte Bauten traf das gleiche Schicksal, zum Beispiel das benachbarte Justizgebäude, wogegen das Alte Amtsgericht (Archivstraße 15A) erhalten blieb und instand gesetzt wurde. Von dem reichen Fassadenschmuck wurden nur wenige Überreste gerettet.

## Fassadenschmuck

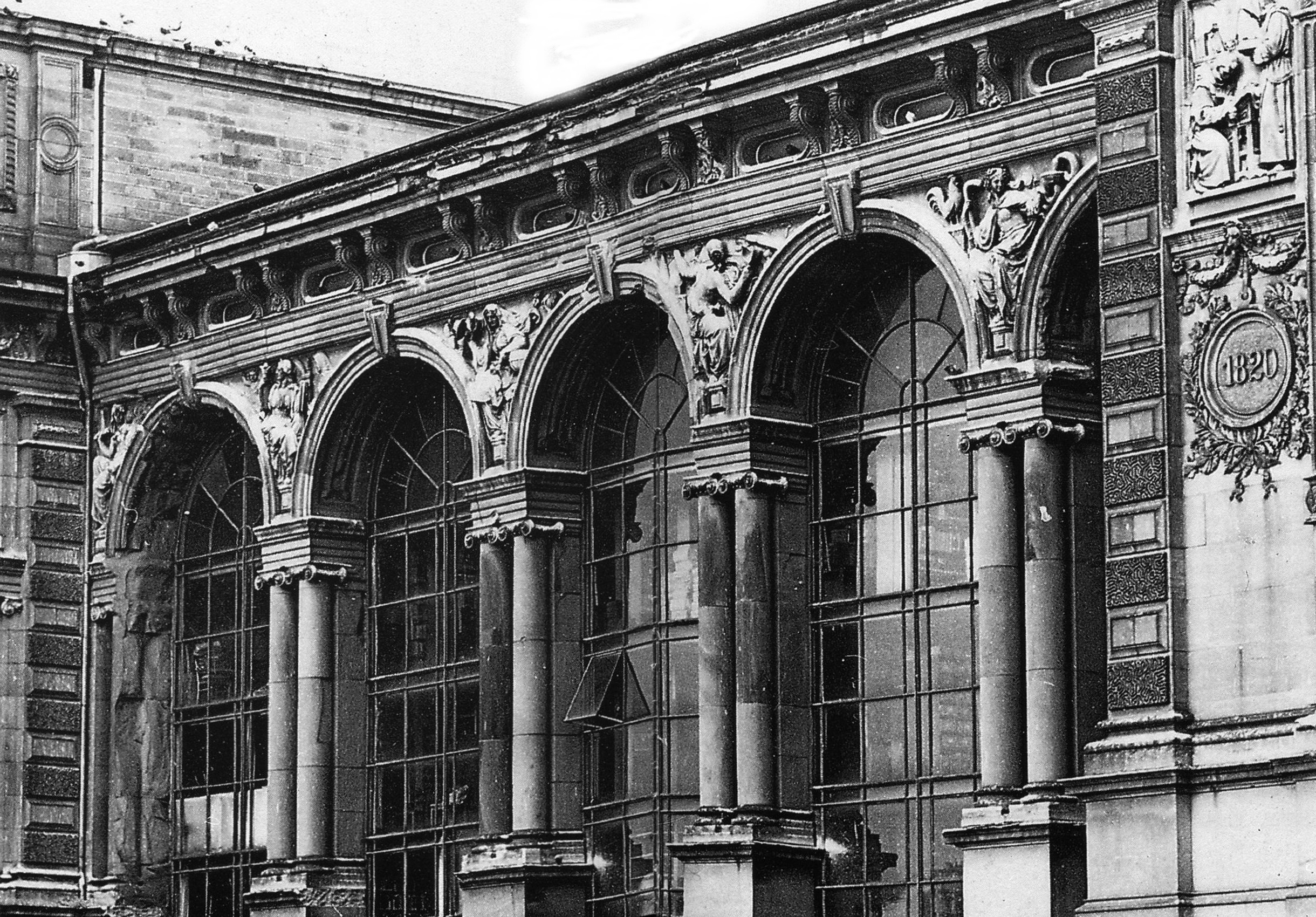
Fassade, rechter Flügel, mit Zwickelreliefs, Relieffries und Jahreszahlenmedaillon

- 4 Rechteckfriese an den Eckbauten mit Darstellungen der Entwicklung von Schreib- und Druckkunst
- 2 Rechteckfriese am Mittelbau mit Allegorien der Dichtkunst und Wissenschaft
- 14 Zwickelreliefs über den gekuppelten Säulen der Fenster im Hauptgeschoss: 6 Reliefs am linken Flügel mit Allegorien der Geisteswissenschaften, 6 Reliefs am rechten Flügel mit Allegorien der Naturwissenschaften, 2 Reliefs am Mittelbau mit Allegorien des Friedens und des Kriegs
- 4 Rundmedaillons an den Eckbauten mit Jahreszahlen der Bibliotheksgeschichte
- 6 Pilasterkapitelle der Risalite
- 4 nicht ausgeführte Standbilder von Platon, Dante, Leibniz und Goethe im Erdgeschoss der Eckbauten[10]

### Reliefs

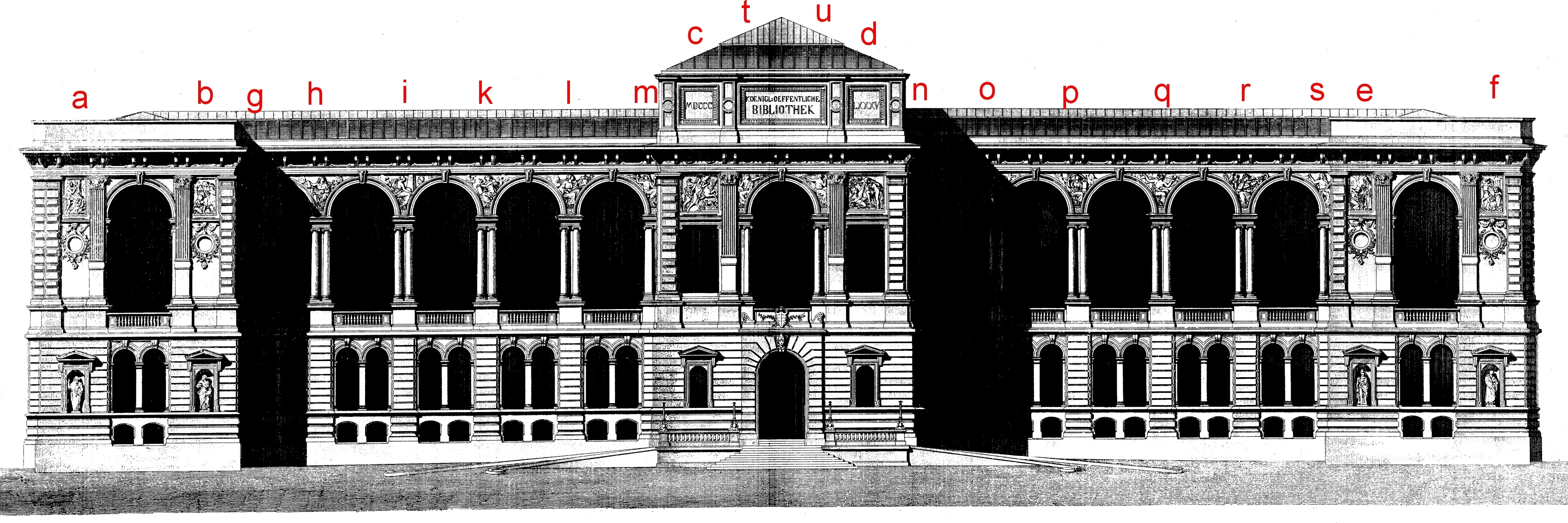
Königliche Landesbibliothek, Stich von Heinrich Bültemeyer, 1883
Rote Buchstaben a–u = Nummerierung der Reliefs

Da die Friese und die Zwickelreliefs in etwa 20 Meter Höhe angebracht wurden, waren sie trotz ihrer Höhe von 2,25 Metern von der Straßenebene aus kaum zu sehen. Im Folgenden werden die Reliefs mit den Buchstaben a–u bezeichnet, in Anlehnung an Adolf von Donndorfs Werkverzeichnis von Ulrike Fuchs.

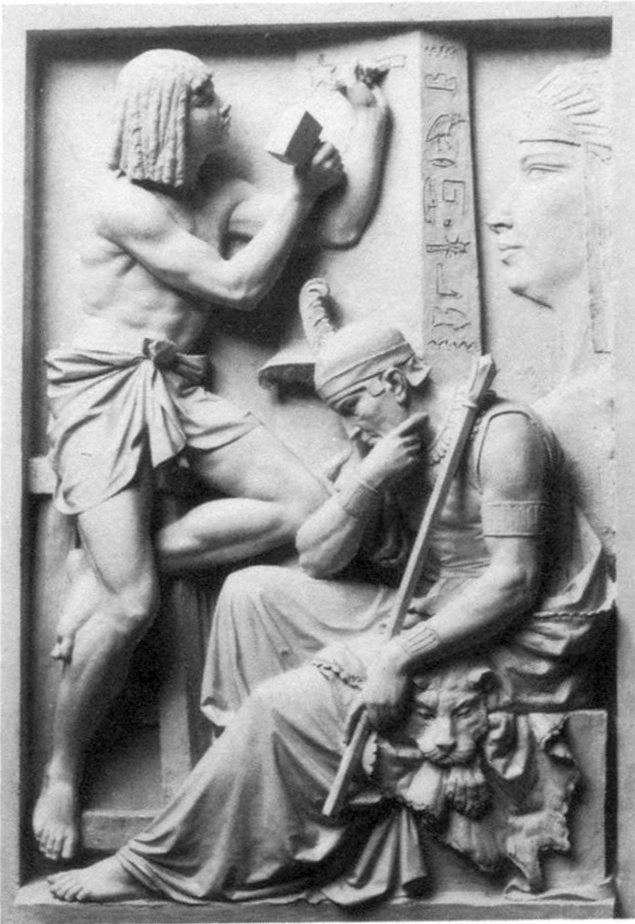
a
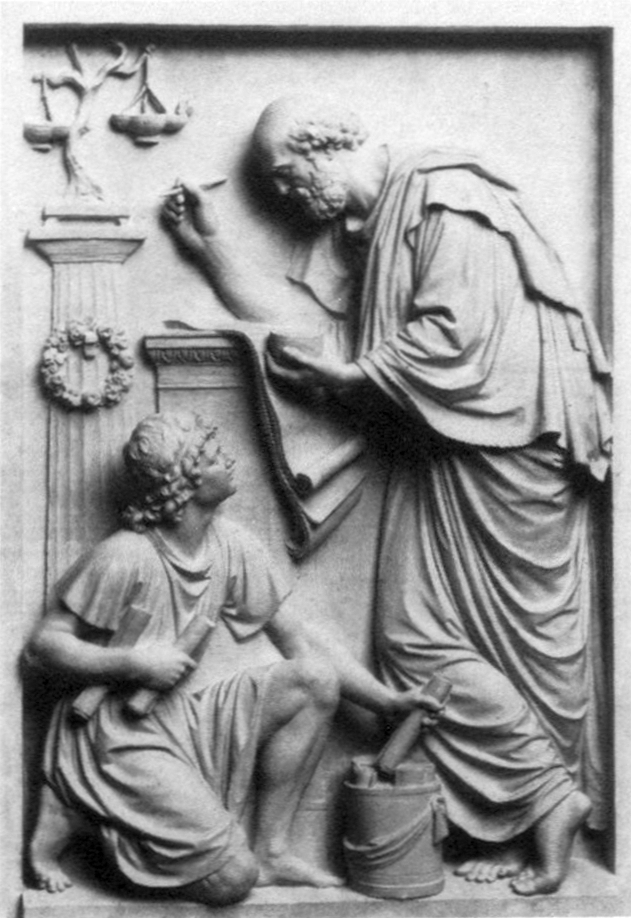
b
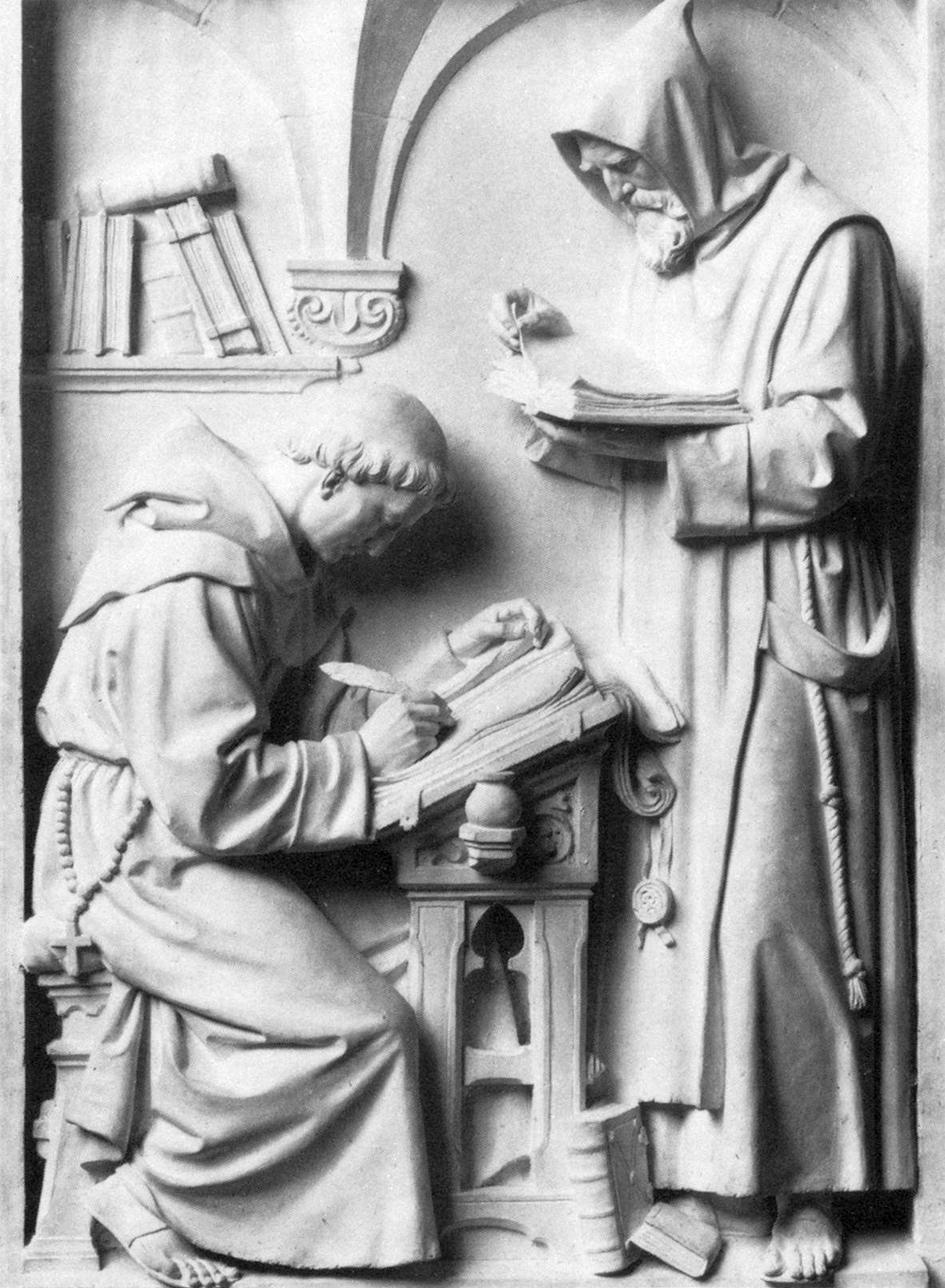
e
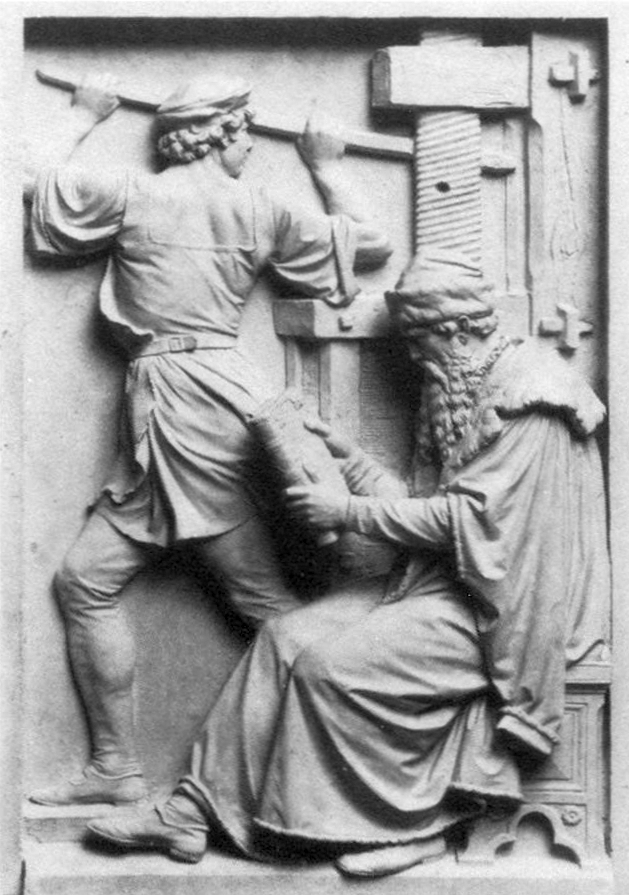
f
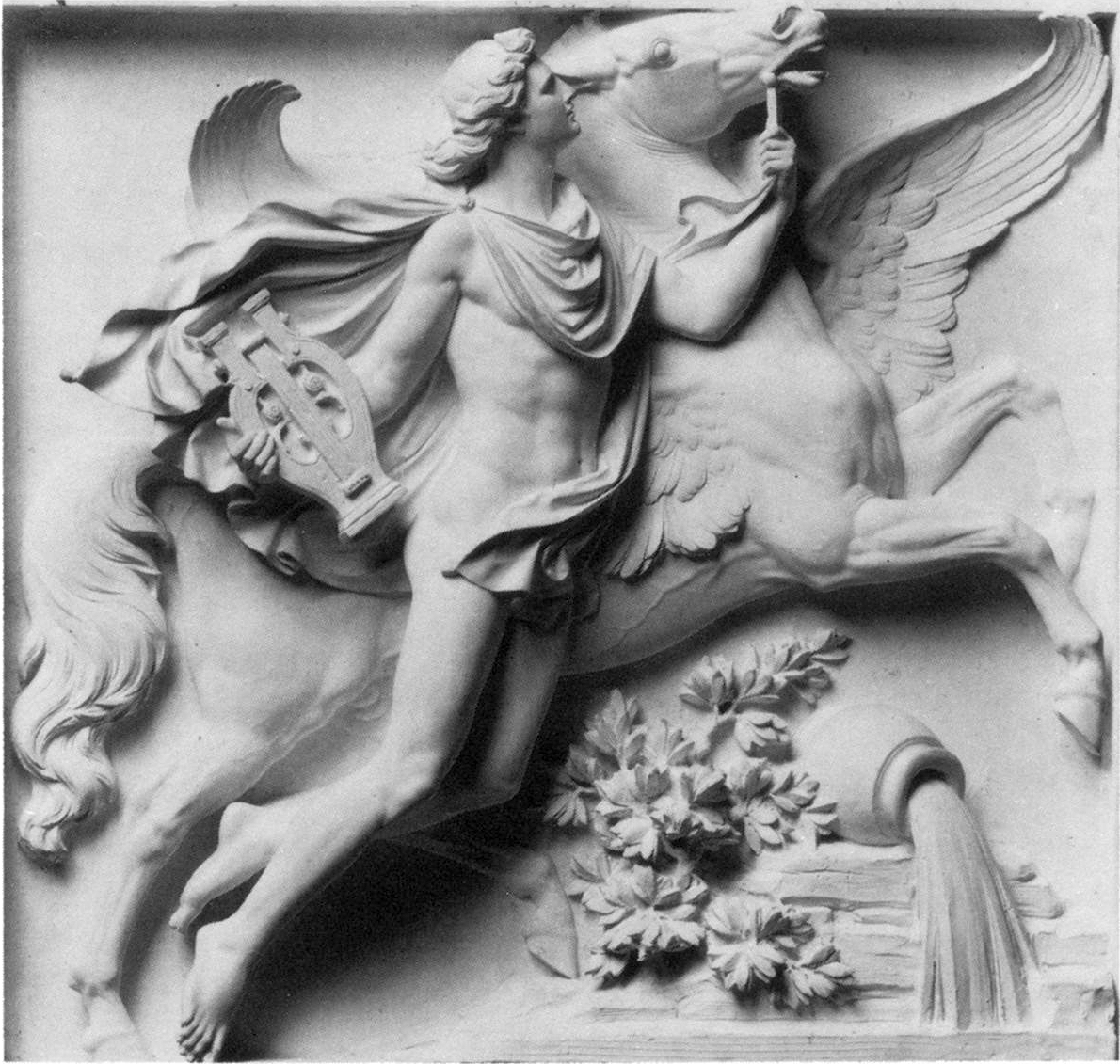
c
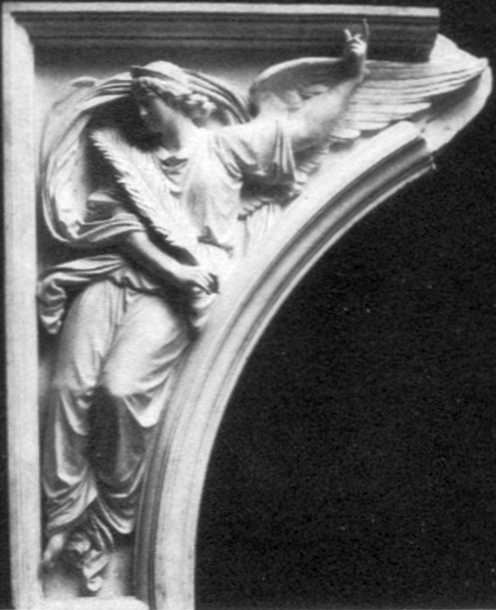
t
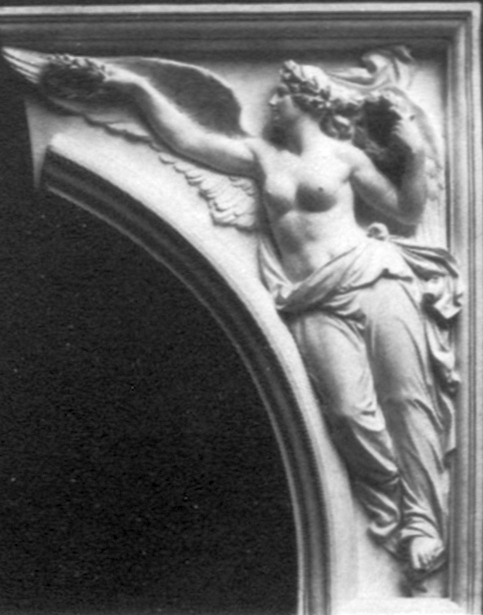
u
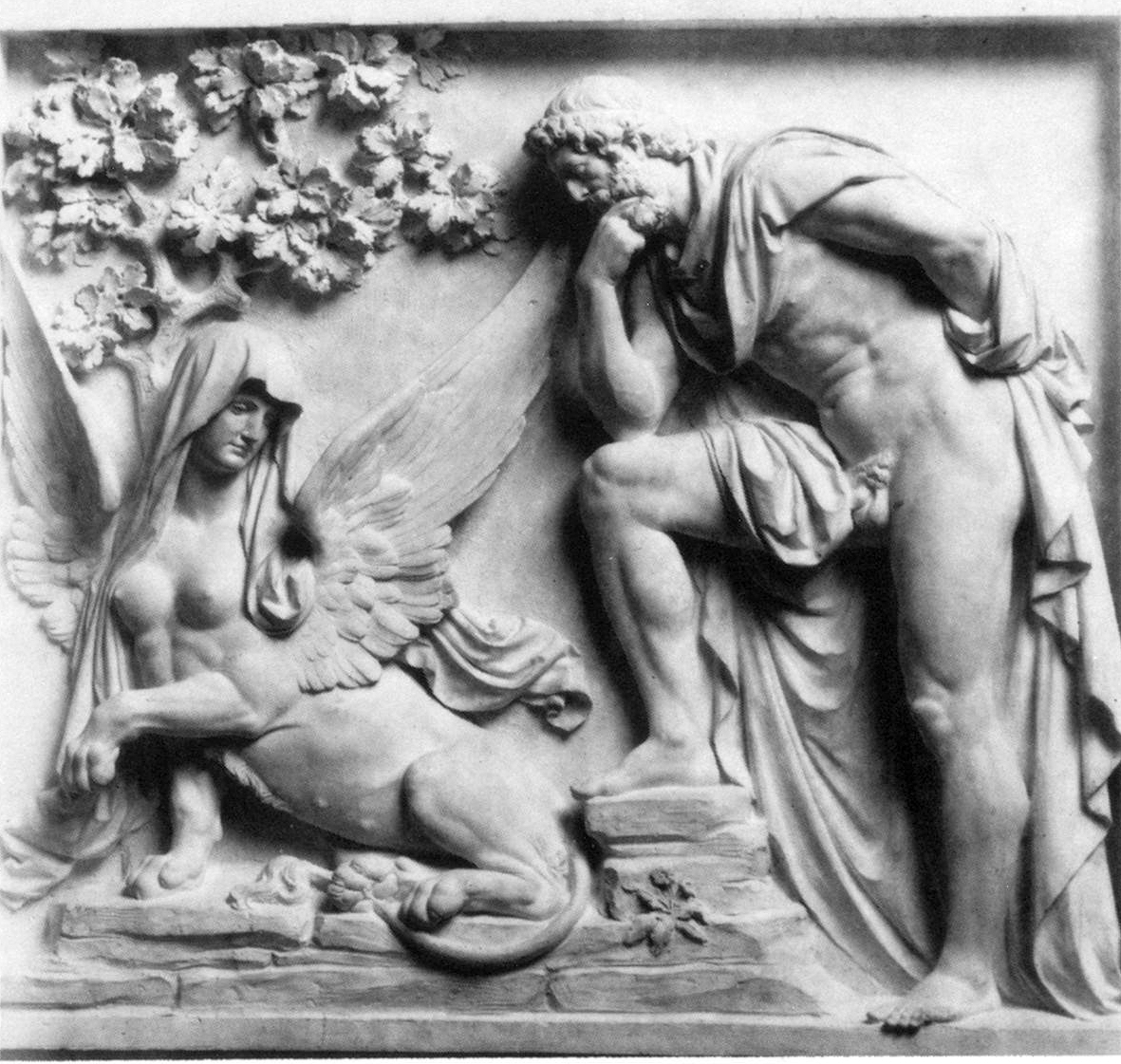
d

Die vier Friese der Eckbauten stellten die Entwicklung der Schreib- und Druckkunst dar: a. ein ägyptischer Schreiber beim Meißeln von Hieroglyphen, b. ein Grieche beim Beschriften einer Pergamentrolle, e. schreibende Mönche im Skriptorium sowie f. Johannes Gutenberg und die Druckerpresse. Die Friese des Mittelbaus versinnbildlichten die Dichtkunst (c) und die Wissenschaft (d), die beiden Halbzwickelreliefs standen für Frieden (t) und Sieg (u).

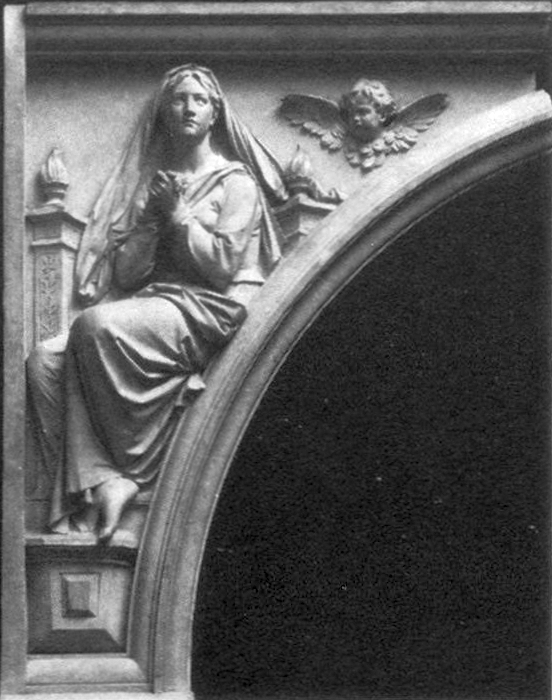
g
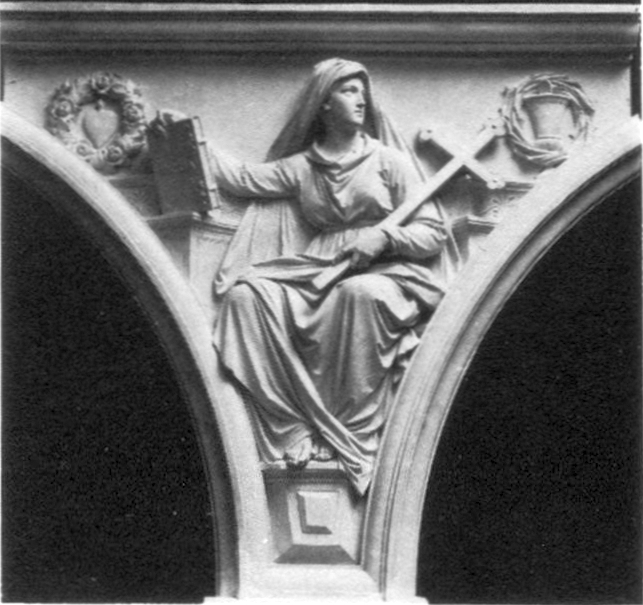
h
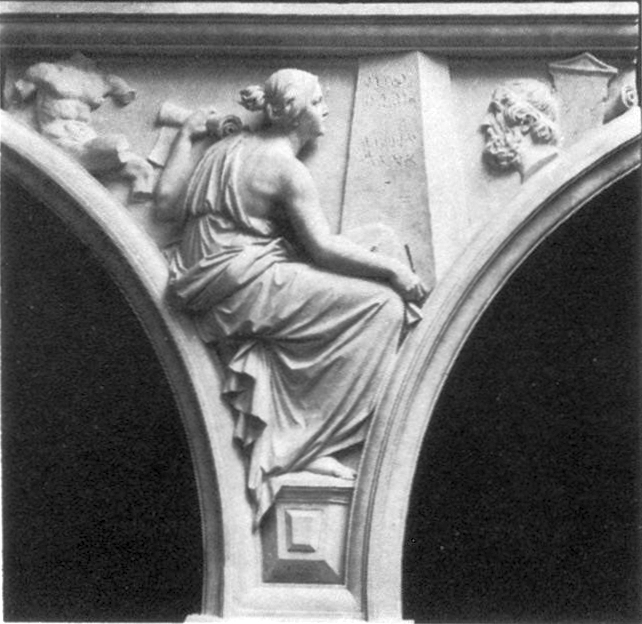
i
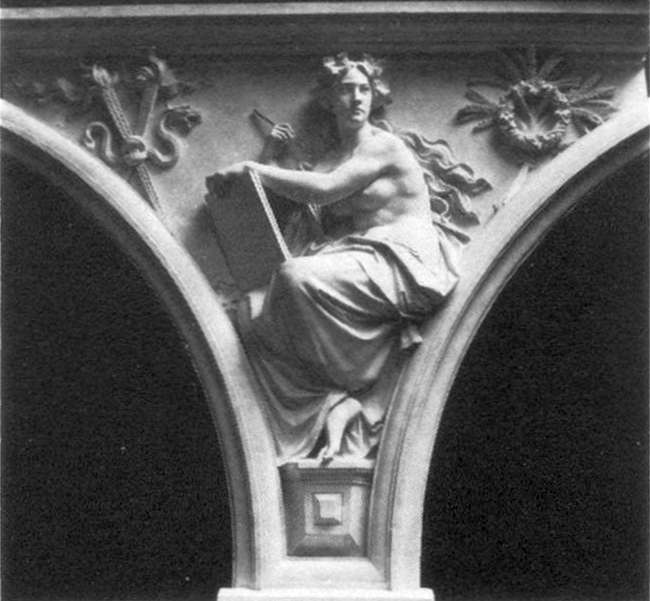
k
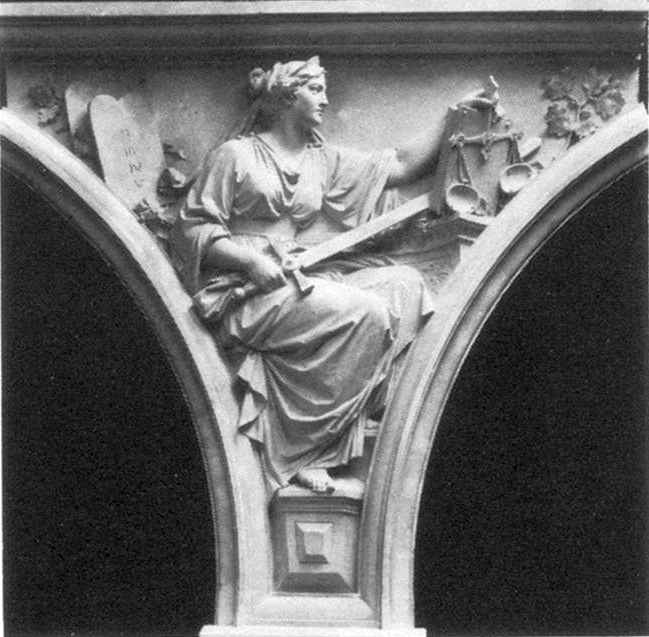
l
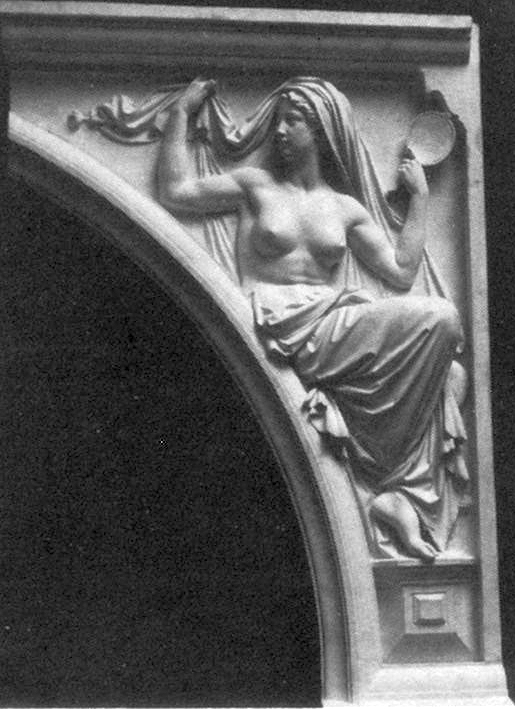
m
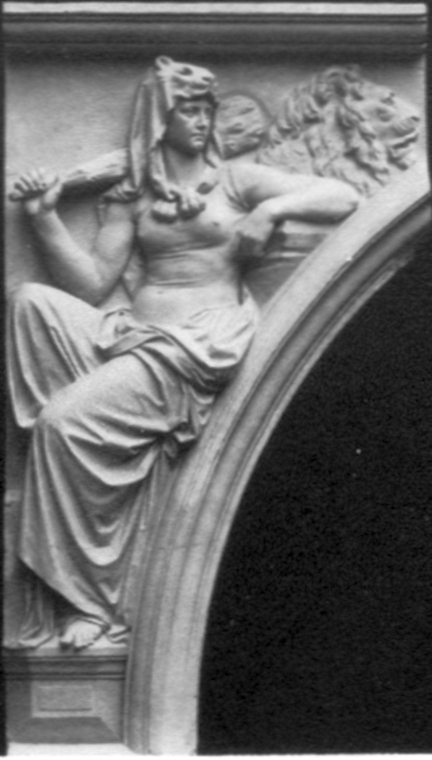
n
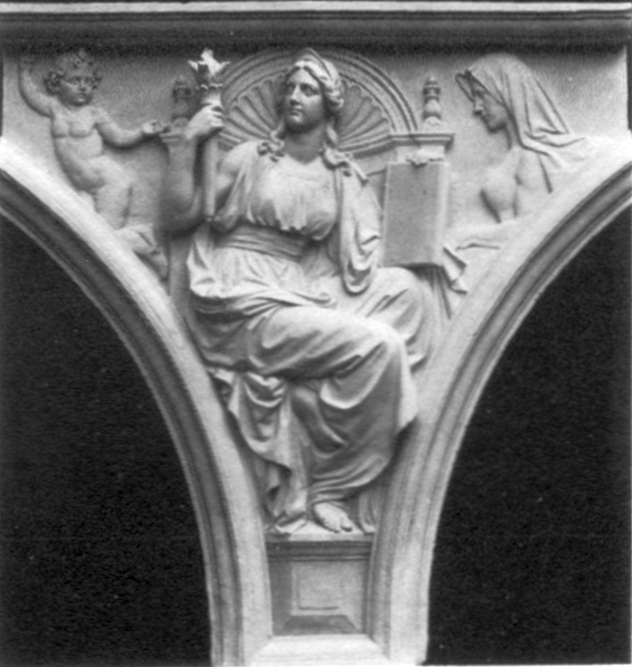
o
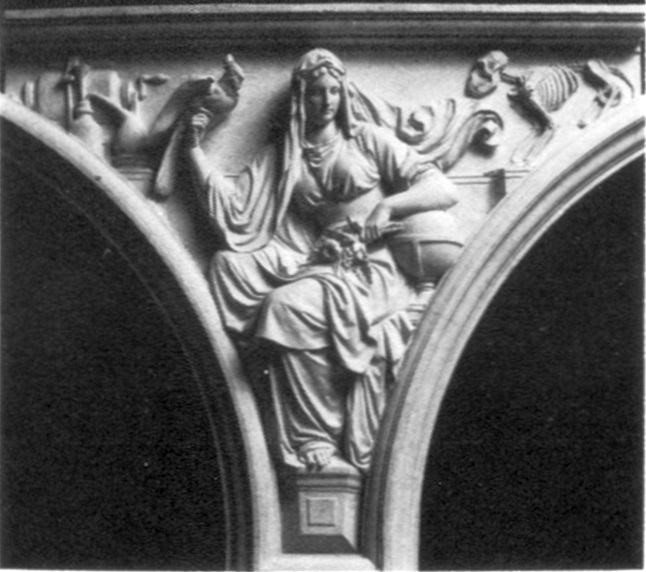
p
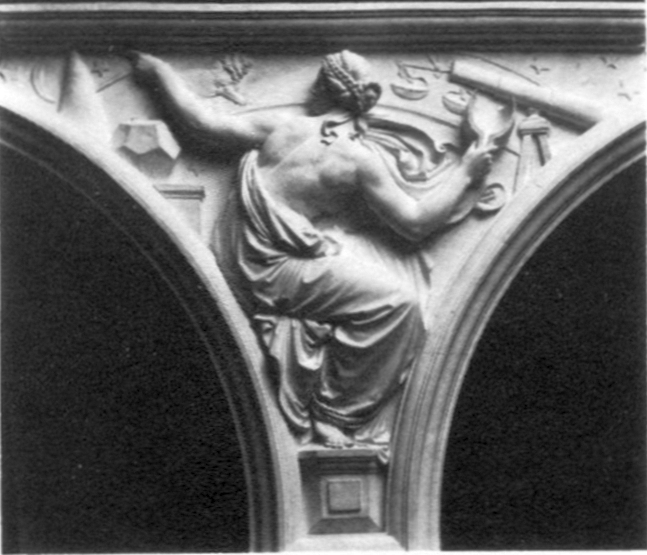
q
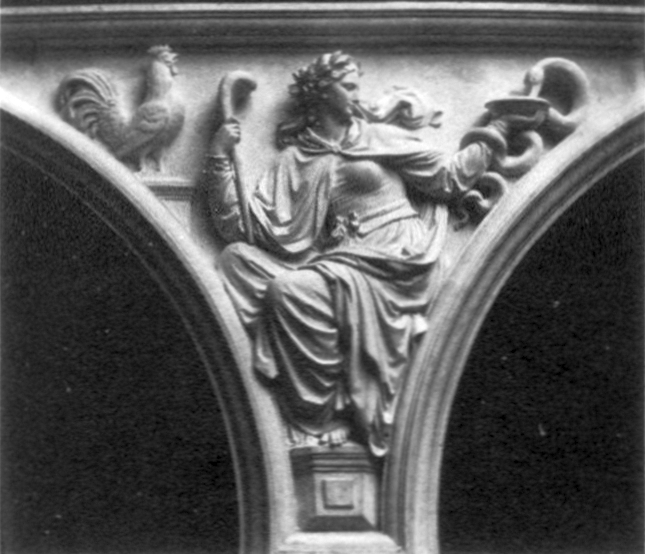
r
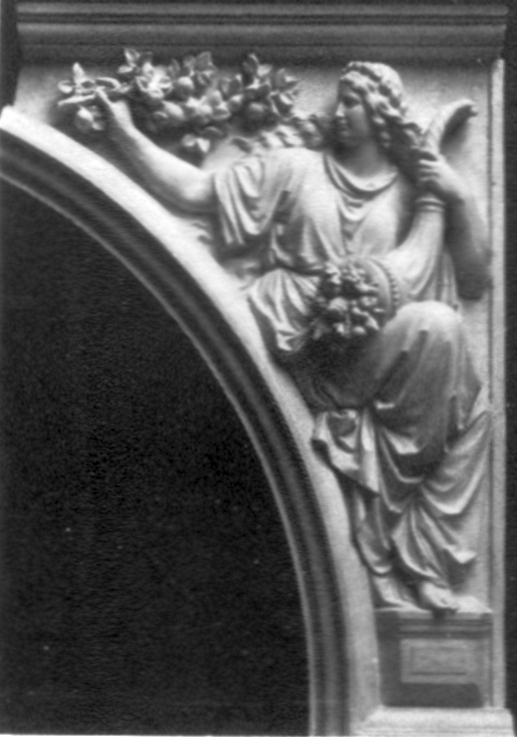
s

Die 12 Zwickelreliefs der beiden Flügel „sollen die geistigen Schätze veranschaulichen, welche in dieser Bücherei aus allen Zweigen des Wissens gesammelt“ wurden. Die 6 Reliefs des linken Flügels sollten die bereitgehaltenen Vorräte für das geistliche und geistige Nahrungsbedürfnis andeuten: g. Frömmigkeit, h. Gottesgelehrsamkeit, i. Kunstgelehrsamkeit, k. Geschichtswissenschaft, l. Rechtsgelehrsamkeit, m. Weisheit. Die 6 Reliefs des rechten Flügels waren den Naturwissenschaften gewidmet: n. Geisteskraft bezwingt Natur, o. Forschung, p. Erdkunde, q. Himmelskunde, r. Heilkunde, s. Naturwissenschaften bringen Wohlfahrt.
Die Jahreszahlen in den vier Rundmedaillons unter den Friesen der Eckbauten wiesen auf wichtige Stationen in der Geschichte der Bibliothek hin: 1765 Gründung der Herzoglichen Öffentlichen Bibliothek durch Herzog Carl Eugen in Ludwigsburg, 1777 Umzug nach Stuttgart ins Herrenhaus, 1820 Umzug an den heutigen Standort in das Invalidenhaus und 1883 Errichtung der Königlichen Landesbibliothek an gleicher Stelle.

### Überreste

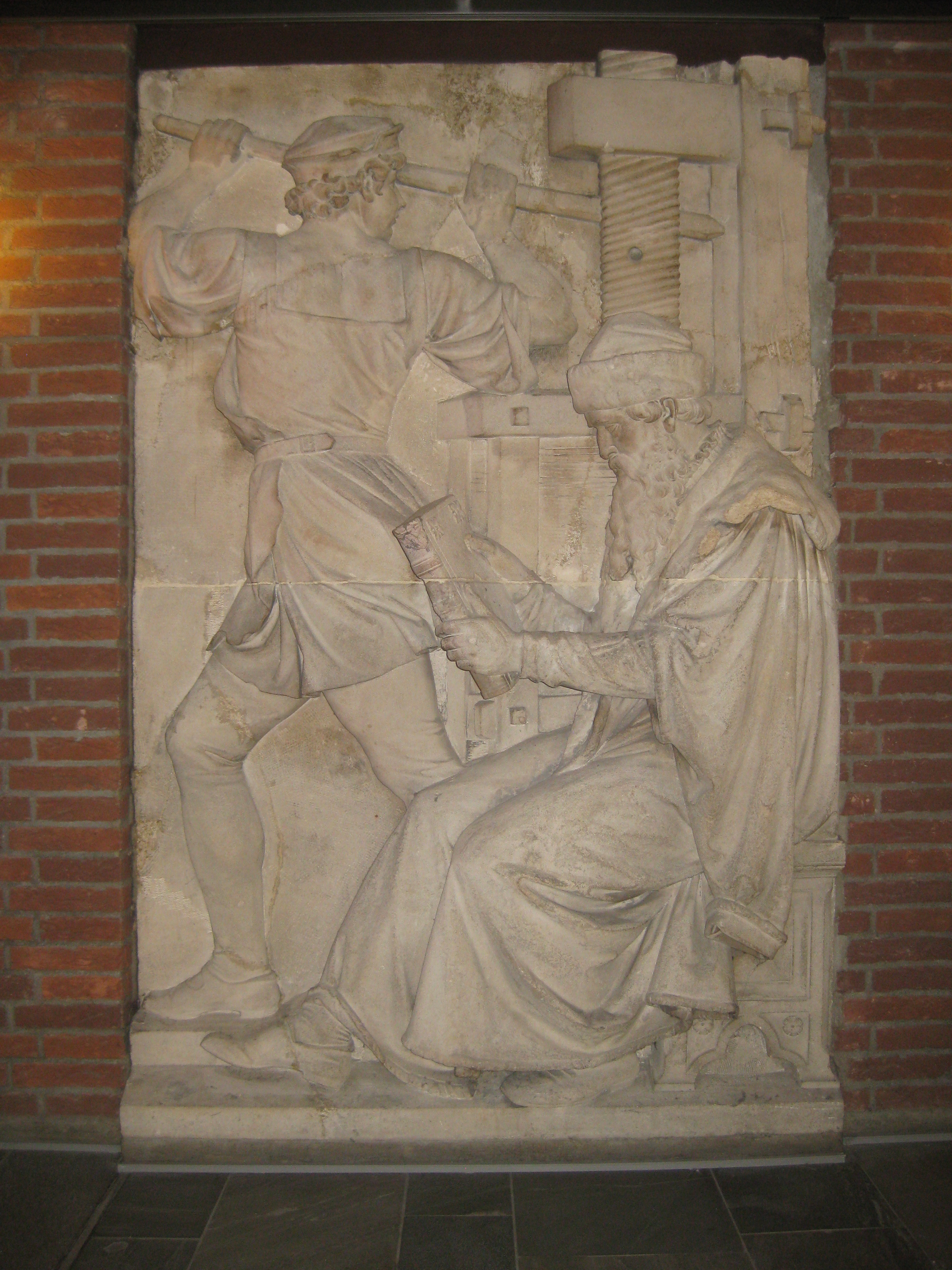
Gutenberg-Relief

Was mit dem überwiegenden Teil des 1945 unversehrt erhaltenen Bauschmucks der Hauptfassade geschah, ist nicht bekannt.

#### Gutenberg-Fries
In der Württembergischen Landesbibliothek ist einer der sechs Sandsteinfriese aufgestellt, die bei der Königlichen Landesbibliothek einst an der Hauptfassade die Ecken des Mittelbaus und der Eckbauten zierten. Der Relieffries „Gutenberg und die Druckerpresse“ war am rechten Eckbau angebracht und befindet sich nun in einer Mauernische im Untergeschoss der Landesbibliothek, wo sich die Cafeteria und der Ausstellungsraum („Buchmuseum“) befinden.
Das wuchtige, 2,25 Meter hohe und 1,46 Meter breite Hochrelief in der Landesbibliothek zeigt einen Druckergesellen, der die Spindel der Druckerpresse dreht, während Johannes Gutenberg im Vordergrund sitzt und ein fertiges Buch prüfend in Augenschein nimmt.

#### Mittelbau-Reliefs
|  |  |

Beim Abbruch der Bibliothek 1970/1971 rettete der Verschönerungsverein Stuttgart einige Bauteile, die 1973 am Europaplatz in Stuttgart-Fasanenhof aufgestellt wurden, bei der U-Bahn-Haltestelle Europaplatz an einer Seite des Janusz-Korczak-Wegs.
Die beiden Relieffriese des ehemaligen Mittelbaus werden zusammen auf einem Betonsockel präsentiert. Der linke Fries zeigt die Allegorie der Dichtung mit Orpheus und dem Flügelpferd Pegasus, der rechte die Allegorie der Wissenschaft mit Herkules und der Sphinx.
Die Kapitelle sind getrennt von den Friesen nebeneinander aufgestellt. Sie stammen von Pilastern der Risalite und tragen als Schmuck einen früchtegekrönten Maskenkopf und achsensymmetrisches Rankenwerk (Grotesken). Ein Kapitell ruht auf dem Schlussstück eines kannelierten Pilasters, das andere auf einem Eckquader mit Labyrinthmuster-Relief.

### Allgemein
- Das neue Justizgebäude und der Neubau der k. öffentlichen Bibliothek in Stuttgart. In: Zeitschrift für Baukunde, 3. Jahrgang 1880, Spalte 251–253.
- Landesbibliothek. In: Helmut Holoch (Hrsg.): Stuttgart im Wandel der letzten 80 Jahre. Stuttgart 1987, S. 101–102.
- August Köstlin (K.): Die Königliche Öffentliche Bibliothek in Stuttgart. In: Allgemeine Bauzeitung, 53. Jahrgang 1888, S. 47–48, Tafel 37–41. (Text, Tafeln.
- Theodor von Landauer: Königliches Bibliothek-Gebäude in Stuttgart. In: Allgemeine Bauzeitung, 53. Jahrgang 1888, Tafel 38. (online)
- Hans-Christian Pust: Die Gebäude der Württembergischen Landesbibliothek 1765–1965. In: #Trost 2015.1, S. 102–115, hier S. 106–113.
- Harald Schukraft: Damals über Stuttgart. Innenstadt und Vororte in Luftbildern aus den zwanziger bis vierziger Jahren. Silberburg, Stuttgart 1988, S. 26–27, S. 32–33.
- Vera Trost (Hrsg.): Carl Eugens Erbe. 250 Jahre Württembergische Landesbibliothek. Eine Ausstellung der Württembergischen Landesbibliothek aus Anlass ihrer Gründung am 11. Februar 1765 vom 11. Februar 2015 bis 11. April 2015. Stuttgart 2015.
- Die Königliche Landesbibliothek. In: Gustav Wais: Alt-Stuttgarts Bauten im Bild. 640 Bilder, darunter 2 farbige, mit stadtgeschichtlichen, baugeschichtlichen und kunstgeschichtlichen Erläuterungen. Stuttgart 1951 (als Nachdruck: Frankfurt am Main 1977), S. 547.

### Fassadenschmuck
- Ulrike Fuchs: Der Bildhauer Adolf Donndorf. Leben und Werk. Stuttgart 1986, Seite 133. (Abbildungen 36, 101, 134 – Bauschmuck der Königlichen Landesbibliothek)
- Alexandra Kratz: Sagengestalten schmücken den Fasanenhof. Nach der Wiedereröffnung des Janusz-Korczak-Wegs sind auch die Donndorf-Reliefs dort wieder zu sehen. In: Stuttgarter Zeitung vom 22. November 2010 (online)
- Heinrich Merz: Vom Stuttgarter Kunstverein. In: Christliches Kunstblatt für Kirche, Schule und Haus, 32. Jahrgang 1890, S. 81–87, hier S. 87 (Bogenzwickelrelief „Religion“).
- Heinrich Merz: Die Bildwerke am neuen Bibliothekgebäude in Stuttgart. In: Christliches Kunstblatt für Kirche, Schule und Haus, 35. Jahrgang 1893, S. 119–121.